# Bruno Nachtergaele
Bruno Leo Zulma Nachtergaele (Oudenaarde, 24 de junho de 1962) é um físico matemático belga.
Nachtergaele estudou física na Universidade Católica de Leuven, onde obteve em 1987 um doutorado em física teórica, orientado por Andre Verbeure, com a tese Exacte resultaten voor het spin-Boson model. Em 1989/90 esteve na Universidade do Chile, foi de 1991 a 1993 instrutor na Universidade de Princeton (com Elliott Lieb), em 1993 foi professor assistente de física na Universidade de Princeton e a partir de 1996 professor associado e a partir de 2000 professor na Universidade da Califórnia em Davis.
É fellow da American Mathematical Society e da Associação Americana para o Avanço da Ciência. Foi palestrante convidado do Congresso Internacional de Matemáticos em Pequim (2002: Derivation of the Euler-Equations from Many-Body-Quantum-Mechanics, com Horng-Tzer Yau).

## Obras
- com John Hunter Applied Analysis, World Scientific 2001
- com Mark Fannes, André Verbeure The equilibrium states of the Spin-Boson model, Comm. Math. Phys., 114, 1988, 537-548, 1988, Project Euclid
- com Mark Fannes, Reinhard Werner Finitely Correlated States on Quantum Spin Chains, Comm. Math. Phys. 144, 1992, 443-490, Project Euclid
- com Michael Aizenman: Geometric Aspects of Quantum Spin States, Commun. Math. Phys., 164, 1994, 17-63, Arxiv
- com Elliott Lieb The Stability of the Peierls Instability for Ring-Shaped Molecules, Phys. Rev. B, 51, 1995, 4777–4791, Arxiv
- com Horng-Tzer Yau Derivation of the Euler Equations from Quantum Dynamics, Commun. Math. Phys., 243, 2003, 485-540, Arxiv
- mit Robert Sims Recent progress in quantum spin systems, in J. T. Lewis Markov Processes and related fields 2007
- Quantum Spin Systems, in Encyclopedia of Mathematical Physics, Elsevier 2006, Arxiv